# Reginaldo Sandoval Flores
Reginaldo Sandoval Flores (San Lucas Tepetitlán, Zacatecas; 14 de mayo de 1967) es un político mexicano, miembro del Partido del Trabajo. Desde 2018 es diputado federal del Congreso de la Unión, fungiendo como coordinador de los diputados de su partido.

## Reseña biográfica
Reginaldo Sandoval Flores es licenciado en Economía, como miembro del PT en Michoacán, también es integrante del Frente Popular de Organizaciones Unidas de Michoacán. Ha sido miembro de la Comisión Coordinadora Nacional del PT, comisionado político nacional del PT en Michoacán de 2005 a 2018 y en el estado de Nayarit en el año 2014.
Fue diputado a la LXXII Legislatura del Congreso del Estado de Michoacán de 2012 a 2015. En 2018 fue postulado y electo diputado federal plurinominal por el PT a la LXIV Legislatura en la cual fue designado coordinador de la bancada del PT y en consecuencia es miembro de la Junta de Coordinación Política.
En la LXIV Legislatura es además secretario de la comisión de Presupuesto y Cuenta Pública, e integrante de las comisiones Bicamaral en materia de disciplina financiera de las entidades federativas y de los municipios, de Ganadería, y de Hacienda y Crédito Público.